# Observation Island (Antarktika)
Observation Island (von englisch observation ‚Beobachtung, Überwachung‘) ist eine kleine, unregelmäßig geformte Insel vor der Küste des ostantarktischen Enderbylands. Sie liegt unmittelbar westlich der Einmündung des Beaver-Gletschers in den östlichen Teil der Amundsenbucht.
Teilnehmer einer Mannschaft der Australian National Antarctic Research Expeditions unter der Leitung des deutsch-australischen Geologen Peter Wolfgang Israel Crohn (1925–2015) besuchten die Insel im Jahr 1956. Das Antarctic Names Committee of Australia (ANCA) benannte sie so, da sie als Station für geomagnetische und astronomische Beobachtungen diente.